# 뿌까레이싱
《뿌까레이싱》은 세계적인 한국 캐릭터인 뿌까와 오토바이 레이싱을 접목한 그라비티&부즈의 공동 개발한 온라인 레이싱게임이다.

## 역사
2007년 8월 오픈베타를 시작으로 2007년 10월 로이월드 채널링서비스, 2008년 1월에 버디버디 채널링 서비스를 진행하였으나, 2010년 6월 21일 서비스가 종료되었다.